# Індастрі (Каліфорнія)
Індастрі (англ. City of Industry) — місто (англ. city) в США, в окрузі Лос-Анджелес штату Каліфорнія. Населення — 264 особи (2020).
Індастрі розташоване в районі долини Сан-Габріель і є промисловим передмістям Лос-Анджелеса. Статус міста був отриманий 18 червня 1957 року. На території Індастрі розташовано близько 2500 підприємств, які мають у своєму розпорядженні 80 000 робочих місць, у сотні раз більше за постійне населення.

## Географія

Панорама Індастрі

Індастрі розташоване за координатами 34°1′34″ пн. ш. 117°56′25″ зх. д. / 34.02611° пн. ш. 117.94028° зх. д. (34.026232, -117.940327).  За даними Бюро перепису населення США в 2010 році місто мало площу 31,25 км², з яких 30,52 км² — суходіл та 0,72 км² — водойми.
Висота центру населеного пункту — 98 метрів над рівнем моря. Індастрі розташоване в районі долини Сан-Габріель і є передмістям Лос-Анджелеса.

## Демографія
Згідно з переписом 2010 року, у місті мешкало 219 осіб у 69 домогосподарствах у складі 53 родин. Густота населення становила 7 осіб/км².  Було 73 помешкання (2/км²).
Расовий склад населення:
| - 58,9 % — білих - 8,2 % — азіатів - 0,5 % — чорних або афроамериканців - 28,8 % — осіб інших рас |

До двох чи більше рас належало 3,7 %. Частка іспаномовних становила 52,5 % від усіх жителів.
За віковим діапазоном населення розподілялося таким чином: 26,9 % — особи молодші 18 років, 63,1 % — особи у віці 18—64 років, 10,0 % — особи у віці 65 років та старші. Медіана віку мешканця становила 37,5 року. На 100 осіб жіночої статі у місті припадало 108,6 чоловіків;  на 100 жінок у віці від 18 років та старших — 102,5 чоловіків також старших 18 років.
Середній дохід на одне домашнє господарство  становив 74 761 долар США (медіана — 51 835), а середній дохід на одну сім'ю — 72 636 доларів (медіана — 51 862). За межею бідності перебувало 2,4 % осіб, у тому числі 0,0 % дітей у віці до 18 років та 0,0 % осіб у віці 65 років та старших.
Цивільне працевлаштоване населення становило 157 осіб. Основні галузі зайнятості: виробництво — 33,1 %, освіта, охорона здоров'я та соціальна допомога — 14,6 %, оптова торгівля — 12,1 %, науковці, спеціалісти, менеджери — 11,5 %.

## Економіка
Зонування міста, у першу чергу, присвячене бізнесу: промисловому (92%) та комерційному (8%). В Індастрі не існує податків на бізнес, однак, податок на майно тут найвищий по округу — 1,92%. Саме в Індастрі планується будівництво 75-тисячного футбольного стадіону Лос-Анджелес.